# 高之国
高之国（1955年7月—），男，汉族，山西长治人，中华人民共和国政治人物，中国共产党党员，第十二届全国人民代表大会海南省代表。

## 生平
毕业于加拿大达尔豪西大学法学院国际法专业。2013年，担任全国人大外事委员会委员，国家海洋局海洋发展战略所所长。2008年担任联合国国际海洋法法庭法官。
他還是中国海洋法学会会长、海南大学法学院特聘院长、上海政法学院名誉教授。